# Адсон з Монтьє-ан-Дер
Адсон з Монтьє-ан-Дер (лат. Adso Dervensis, 910/15 — 992) — настоятель монастиря у Монтьє-ан-Дер (Montier-en-Der) у Франції. Відомий агіограф, Адсон залишив чимало житій святих, але найбільше відомий своїм посланням до королеви Ґерберґи, дружини короля Лотара, «Про походження і час пришестя Антихриста», де він, зокрема, твердить, що пришестя Антихриста збіжиться в часі з падінням Римської імперії (за часів Адсона питання про те, що власне вважати продовженням "Римської імперії" в Х столітті, було дискусійним). Цей його твір був дуже популярний, часто переписувався і перероблявся, дуже вплинув на апокаліптичну літературу та есхатологічне вчення тієї доби.

## Переклади українською мовою
Адсон з Монтьє-ан-Дер. Книжечка про Антихриста / Переклад з латини і науковий коментар О. Артамонова // Вісник Львівського університету. Серія філософсько-політологічні студії, 2018, Випуск 21, c. 170-176.